# 姚延定
姚延定（?—?），十六国军事人物，后秦宗室，姚苌哥哥姚襄的孙子。
357年（前秦寿光三年、晋穆帝升平元年），前秦皇帝苻生派遣苻黄眉、苻坚、邓羌进攻姚襄，姚襄为前秦军所擒斩，姚襄弟姚苌率众投降前秦。淝水之战后，386年（后秦建初元年、前秦太初元年、晋孝武帝太元十一年），姚苌称帝，建立后秦，追谥姚襄为魏武王。封姚延定为东城侯。